# 宇刈村
宇刈村（うがりむら）は静岡県の西部、周智郡に属していた村である。現在の袋井市北東部、宇刈川上流域にあたる。

## 地理
- 河川：宇刈川

## 歴史

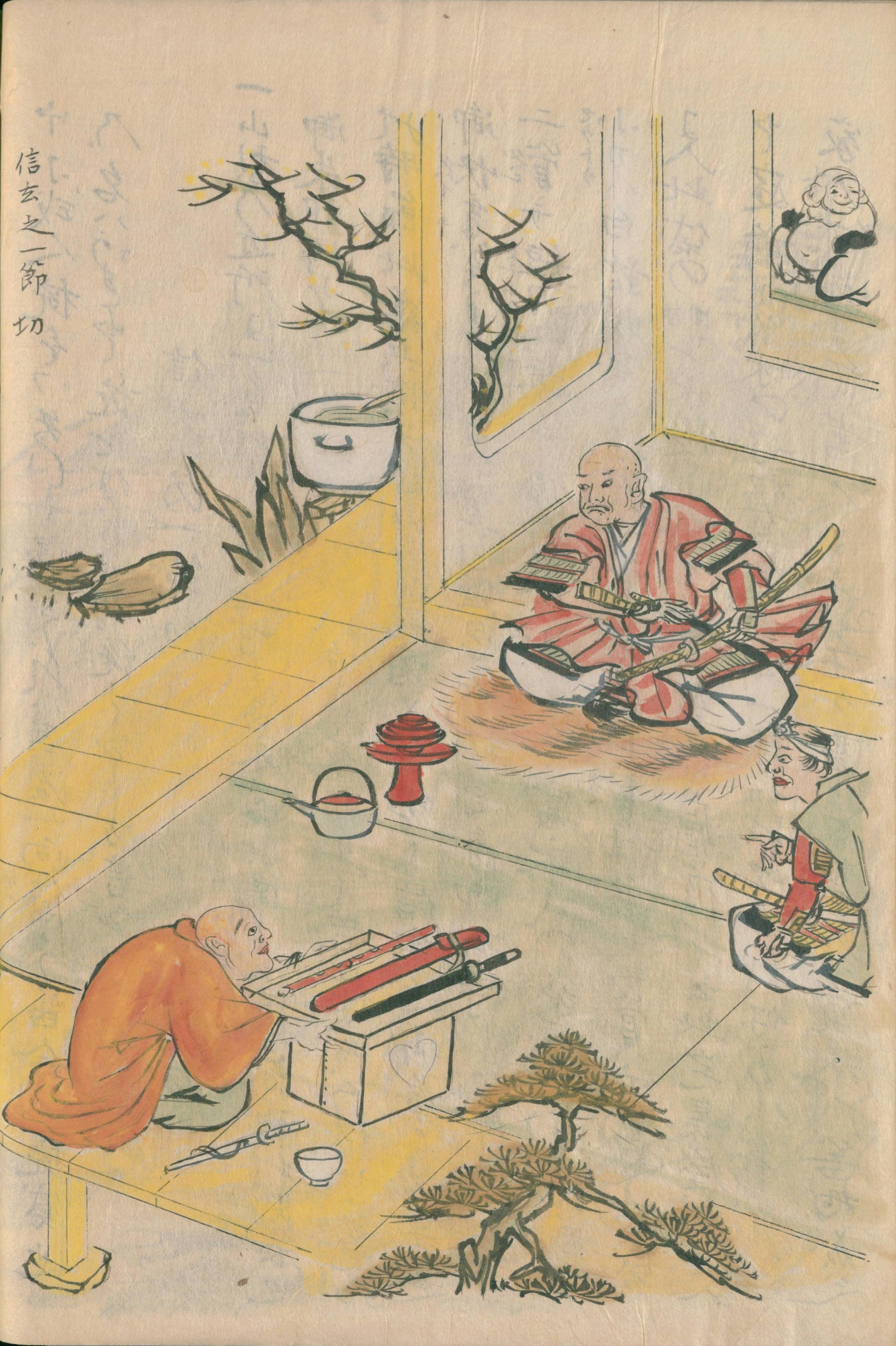
遠江国周智郡一色村の富永藤兵衛（手前）に一節切を与える武田信玄（奥）（「信玄之一節切」藤長庚編集『遠江古蹟圖會』1803年。国立国会図書館蔵）。一色村は宇刈村の前身である

- 1889年（明治22年）4月1日 - 町村制の施行により宇刈村、春岡村が合併して周智郡宇刈村が発足。
- 1955年（昭和30年）1月1日 - 山梨町と合併し、改めて山梨町が発足し消滅。
- 1963年（昭和38年）1月1日 - 山梨町が袋井市へ編入される。